# Heaven Upside Down Tour
Heaven Upside Down Tour es la gira musical número quince de la banda de rock americana Marilyn Manson, en apoyo a su décimo álbum, "Heaven Upside Down", el cual será lanzado el 6 de octubre de 2017. La banda estrenó varias canciones nuevas durante la gira Europea, las cuales son WE KNOW WHERE YOU FUCKING LIVE, Revelation #12, SAY10 y una composición instrumental llamada 1°.

## Setlist
Cabe señalar que no todas las canciones se tocan en todos los conciertos.
- The End (The Doors cover)
- Angel with the Scabbed Wings
- Revelation #12
- This Is the New Shit
- Tainted Love
- mOBSCENE
- Rock is Dead
- The Dope Show (con intro de I Don't Like the Drugs (But the Drugs Like Me)
- The Dope Show (Acústica)
- Sick City
- KILL4ME
- Great Big White World
- No Reflection
- 1°
- Sweet Dreams (Are Made of This)
- Third Day Of a Seven Day Binge
- Disposable Teens￼￼￼￼￼￼￼
- Tattooed In Reverse
- WE KNOW WERE YOU FUCKING LIVE
- Deep Six
- Saturnalia (Incompleto)
- WOW (Incompleto)
- Lunchbox
- The Fight Song
- Cruci-Fiction in Space
- The Nobodies
- The Nobodies (Acústica)
- Dried Up, Tied and Dead to the World (Incompleto)
- Antichrist Superstar
- The Beautiful People
- SAY10
- SAY10 (instrumental)
- SAY10 (acústica)
- Tourniquet
- Personal Jesus ￼￼
- The Reflecting God
- The Reflecting God (Acústica con outro de la versión del álbum)
- Irresponsible Hate Anthem
- Irresponsible Hate Anthem (Acústica con outro de la versión del álbum)
- Rock 'n' Roll Nigger
- Coma White
- Cry Little Sister
- God´s Gonna Cut You Down (Johnny Cash cover)

## Fechas
| Fecha                    | Ciudad          | País    |
| ------------------------ | --------------- | ------- |
| 27 de septiembre de 2017 | Silver Spring   | EE. UU. |
| 29 de septiembre de 2017 | Pittsburg       | EE. UU. |
| 30 de septiembre de 2017 | New York        | EE. UU. |
| 2 de octubre de 2017     | Boston          | EE. UU. |
| 3 de octubre de 2017     | Huttington      | EE. UU. |
| 5 de octubre de 2017     | Toronto         | EE. UU. |
| 7 de octubre de 2017     | Camden Columbus | EE. UU. |
| 8 de octubre de 2017     | Camden Columbus | EE. UU. |
| 10 de octubre de 2017    | Chicago         | EE. UU. |
| 11 de octubre de 2017    | Millkawee       | EE. UU. |
| 14 de octubre de 2017    | The Woodlands   | EE. UU. |
| 15 de octubre de 2017    | Grand Praire    | EE. UU. |
| 17 de octubre de 2017    | Tulsa           | EE. UU. |
| 19 de octubre de 2017    | Denver          | EE. UU. |
| 20 de octubre de 2017    | Salt Lake City  | EE. UU. |

Y más fechas en la página de la banda: http://www.marilynmanson.com/